# Zwarte aardslak
De zwarte aardslak (Limax cinereoniger) is een slakkensoort uit de familie van de Limacidae. De wetenschappelijke naam van de soort werd in 1803 voor het eerst geldig gepubliceerd door Wolf.

## Beschrijving

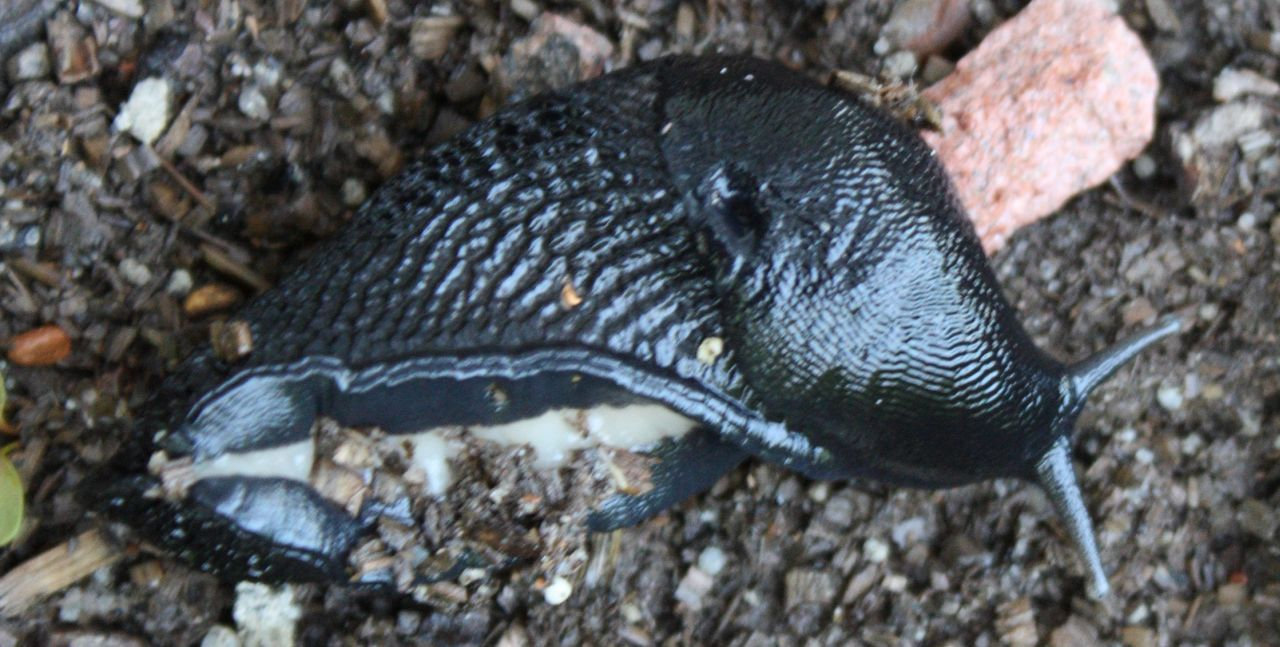
Witte streep onder de voet

De zwarte aardslak kan een lengte van meer dan 20 cm bereiken als hij volgroeid is, waardoor hij een van de grootste autochtone slakkensoorten in Europa is. Het lichaam is relatief slank, de mantel (schild) relatief kort; het beslaat slechts ongeveer een kwart van de (totale) lichaamslengte en is meestal egaal zwart gekleurd. De kiel strekt zich uit van de punt van de staart tot meer dan de helft of tot twee derde van de lichaamslengte en de witte kleur is meestal duidelijk zichtbaar. Maar er zijn ook exemplaren die volledig monochroom zwart zijn. Slijm kleurloos of witachtig. De ademopening is gelegen aan de rechterzijde, achter het midden van het rugschild. Onder het rugschild zit een inwendig, rudimentair, schildachtig schelpje van 9 bij 6 mm.

## Verspreiding en leefgebied
De zwarte aardslak komt voor in bijna heel Europa, met uitzondering van Noord-Scandinavië en het zuidelijke Middellandse Zeegebied. In de Alpen stijgt hij tot 2600 meter, in de Poolse bergen tot 2000 meter en in Roemenië en Bulgarije tot 2500 meter. Hij leeft in natuurlijke bossen en kreupelhout, ook pure naaldbossen, en verbergt zich onder rotsen, rottende boomstronken, omgevallen boomstammen of zelfs onder losse bast. In de regel komt het niet voor in commerciële bossen.